# 关山猪殃殃
关山猪殃殃（学名：Galium kwanzanense）为茜草科拉拉藤属下的一个种。

## 扩展阅读
- 維基物種上的相關：关山猪殃殃